# I Just Can't Stop Loving You
I Just Can’t Stop Loving You este o melodie de Michael Jackson de pe albumul ”Bad”. În acest single Michael Jackson cântă cu Siedah Garret.